# Palác Augubio
Palác Augubio se nachází v chorvatském přístavním městě Split, na adrese Dioklecijanova 1. Je památkově chráněný. V katalogu chorvatských kulturních památek je evidován pod číslem Z-5757.
Palác byl vybudován pro vlivného obchodníka a šlechtice Giovanniho Battistu de Gubbia. Vznik je datován do druhé poloviny 15. století, podle některých zdrojů nicméně mohl vzniknout až ve století osmnáctém. Palác byl postaven ve stylu podzní gotiky, přebudován byl v době baroka. Jeho portál je bohatě zdoben a postaven podle vzoru Velkého Papalićeva paláce. Na lunetě je vytesáno jméno prvního vlastníka, kterým byl rod De Gubbio.
Historická budova slouží v současné době jako hotel.